# Sihem Hemissi
Sihem Hemissi (sinh ngày 1 tháng 6 năm 1985) là một cầu thủ bóng ném của đội tuyển Algérie. Cô chơi cho câu lạc bộ GS Pétroliers, và trong đội tuyển quốc gia Algérie. Cô đại diện cho Algeria tại Giải vô địch bóng ném nữ thế giới 2013 ở Serbia, nơi đội tuyển Algeria xếp thứ 22.